# Kanno Boogie
Kanno Boogie (官能ブギー) é o terceiro álbum de estúdio do músico japonês Kiyoharu, lançado em 7 de dezembro de 2005. Junto com outros três álbums do músico, foi remasterizado e relançado em 5 de novembro de 2014 intitulado Kanno Boogie +3, com três faixas bônus.

## Recepção
Alcançou a vigésima posição nas paradas da Oricon Albums Chart, mantendo-se por três semanas.

## Faixas
| N.º            | Título                                                                                  | Duração |  |
| 1.             | "Groover"                                                                               | 5:19    |  |
| 2.             | "Hana Gara no Tambourine" (花柄のタンバリン)                                            | 5:17    |  |
| 3.             | "Haunted Boogie"                                                                        | 4:12    |  |
| 4.             | "Wednesday"                                                                             | 4:57    |  |
| 5.             | "Blister"                                                                               | 3:54    |  |
| 6.             | "My Love"                                                                               | 4:13    |  |
| 7.             | "Brownie Girl"                                                                          | 4:41    |  |
| 8.             | "Ruby"                                                                                  | 5:30    |  |
| 9.             | "Fly Away"                                                                              | 4:38    |  |
| 10.            | "Mescaline"                                                                             | 4:43    |  |
| 11.            | "Lyrical"                                                                               | 4:49    |  |
| 12.            | "Picture of future ~Kuro Ageha no Hane mo You~" (picture of future～黒アゲハの羽模様～) | 4:59    |  |
| 13.            | "Mark wa Butterfly" (マークはバタフライ)                                                | 4:35    |  |
| Duração total: | Duração total:                                                                          | 74:00   |  |

| Faixas bônus da remasterização (Kanno Boogie +3) |                         |         |  |
| N.º                                              | Título                  | Duração |  |
| 14.                                              | "Layra"                 | 5:10    |  |
| 15.                                              | "Alien Masked Creature" | 3:56    |  |
| 16.                                              | "Bask in art"           | 3:46    |  |
| Duração total:                                   | Duração total:          | 74:00   |  |